# Alameda (Kalifornia, Alameda megye)
Alameda város az USA Kalifornia államában, Alameda megyében. Lakosainak száma 78 280 fő (2020. április 1.).

## Népesség
A település népességének változása:
| Lakosok száma | 72 259 | 73 812 | 79 277 | 78 280 |
|               | 2000   | 2010   | 2016   | 2020   |